# フレッシュ・ポンド・ロード駅
フレッシュ・ポンド・ロード駅（Fresh  Pond Road）は、クイーンズ区リッジウッドの67番街とフレッシュ・ポンド・ロード交差点にあるニューヨーク市地下鉄BMTマートル・アベニュー線の駅である。M系統が終日停車する。

## 駅構造
| P ホーム階 | 西行線                     | ← 平日：フォレスト・ヒルズ駅行き（フォレスト・アベニュー駅） ← 休日：エセックス・ストリート駅行き（フォレスト・アベニュー駅） ← 深夜：マートル・アベニュー-ブロードウェイ駅行き（フォレスト・アベニュー駅） |
| P ホーム階 | 島式ホーム、左側ドアが開く | |
| P ホーム階 | 東行線                     | → メトロポリタン・アベニュー駅行き（終点）→ |
| M          | 改札階                     | 改札、駅員詰所、メトロカード自動券売機 |
| G          | 地上階                     | 出入口 |

1915年8月9日に開業した駅は島式ホーム1面2線の高架駅である。かつてフラッシング方面の路面電車との乗換駅であったためホーム幅は非常に広い（現在のQ58バス）。駅北側でフレッシュ・ポンド車両基地へ線路が分岐しているがメトロポリタン・アベニュー駅側から分岐しているため当駅側からの入線は不可能である。

### 出口
ホーム東端に改札を備えている。改札外に2か所扉がある。
1か所目の扉は階段がフレッシュ・ポンド・ロードの東側に降りる前に短い階段に90度曲がった高架通路につながっている。通路には、プラットホームからの階段がある出口専用の回転式改札機がある。駅舎の別の箇所にある扉は、左の通路に行く階段につながり、右は通常のゲートのない階段がある。通路は、68番街の北62丁目の端にある4段の階段を通り、フレッシュ・ポンド・ロードに出ている。フレッシュ・ポンド・ロード側の入口は、メザニンへのスロープが2010年代になって階段に変更されている。